# 理查·羅森堡
理查·羅森堡（英語：Richard Roxburgh，1962年1月23日—）是澳大利亞的一位演員，出演過眾多澳大利亞電影和電視，並且也出演過美國電影。